# Горан Ченгић
Горан Ченгић (Сарајево, 1946 — Сарајево, 14. јун 1992) био је југословенски рукометаш који је играо за РК Босна Сарајево, РК Млада Босна и РК Црвена звезда, као и за рукометну репрезентацију Југославије.

## Биографија
Рођен је 1946. године у Сарајеву у породици Ферида Фиће (1910 — 1986) и Наташе (дев. Зимоњић). Оба родитеља била су му југословенски партизани у Другом светском рату. Његов отац Ферид служио је у сарајевском партизанском општинском комитету и у Градском већу, а касније је био градоначелник Сарајева од 1947. до 1948. године. Горанова мајка била је потомак старе српске православне породиће Зимоњића из Херцеговине. Брат деде његове мајке био је православни епископ Петар Зимоњић, кога су убиле усташе 1941. године, а касније га је Српска православна црква прогласила за свеца.
Године 1963. када је имао 17. година играо је за РК Босна Сарајево са којим је освојио Куп Југославије. Након тога играо је за РК Млада Босна, Црвену звезду и репрезентацију Југославије. На Универзитету у Сарајеву завршио је студије ликовних уметности.

## Смрт
Ченгић је убијен 14. јуна 1992. године од стране Веселина Влаховића, након што је покушао да заштити комшију Хуснију Ћеримагића. Девет година након његовог убиства, Ченгићеви посмртни остаци пронађени су и покопани на сарајевском гробљу Баре.
Године 2006. РК Босна Сарајево започео је одржавање меморијалног турнира у част Ћенгића. Године 2013. постхумно је одликован Наградом за грађанску храброст Душко Кондор. Бивши председник Хрватске Стјепан Месић уручио је награду Ченгићевом сину Владимиру.